# Eddy Schuermans
Eddy Schuermans (Hasselt, 2 september 1957) is een Belgisch voormalig politicus. Hij was volksvertegenwoordiger en Vlaams volksvertegenwoordiger.

## Levensloop
Hij werd beroepshalve consultant.
Schuermans werd in 1991 verkozen tot CVP-volksvertegenwoordiger voor het arrondissement Hasselt en vervulde dit mandaat tot in mei 1995.
In de periode januari 1992-mei 1995 had hij als gevolg van het toen bestaande dubbelmandaat ook zitting in de Vlaamse Raad. De Vlaamse Raad was vanaf 21 oktober 1980 de opvolger van de Cultuurraad voor de Nederlandse Cultuurgemeenschap, die op 7 december 1971 werd geïnstalleerd, en was de voorloper van het huidige Vlaams Parlement. Bij de eerste rechtstreekse verkiezingen voor het Vlaams Parlement van 21 mei 1995 werd hij verkozen in de kieskring Hasselt-Tongeren-Maaseik. Ook na de volgende Vlaamse verkiezingen van 13 juni 1999 bleef hij Vlaams volksvertegenwoordiger tot juni 2004. Sinds 22 juli 2004 mag hij zich ere-Vlaams volksvertegenwoordiger noemen. Die eretitel werd hem toegekend door het Bureau (dagelijks bestuur) van het Vlaams Parlement.
Tevens was hij gemeenteraadslid en schepen van Hasselt.